# Delage
La Delage è una casa automobilistica francese, fondata nel 1905 a Levallois-Perret da Louis Delâge e attiva dal 1905 al 1954.
Il 7 novembre 2019, l'associazione "Les Amis de Delage" creata nel 1956 e proprietaria del marchio Delage, ha annunciato la rifondazione della società Delage Automobiles con la Delage D12.

## Storia

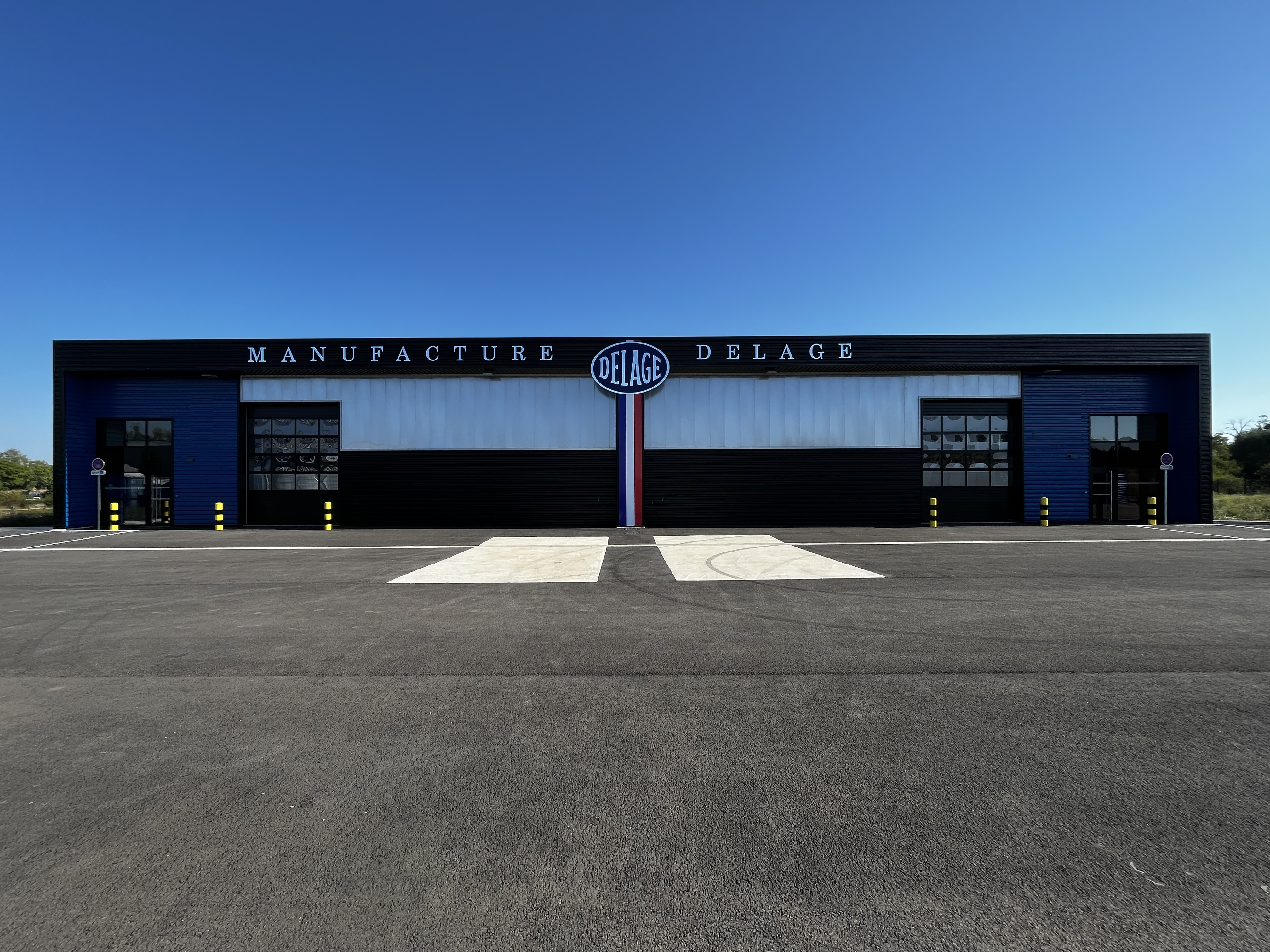
Fabbrica della Delage a Magny-Cours

La Delage nacque nel 1905 per volontà di Louis Delage (1874-1947), un giovane ingegnere dalla grande ambizione, il quale, dopo aver fatto gavetta presso la Peugeot, aprì la sua azienda a Levallois, nei pressi di Parigi.
Le prime vetture montavano meccanica derivata direttamente dalla De Dion-Bouton e si fecero apprezzare per la loro affidabilità. Fin quasi dall'inizio, Louis Delage provò a cimentarsi anche nelle competizioni e raggiunse il suo primo grande trionfo nel 1908, in occasione del Grand Prix des Voiturettes. Tale evento servì alla piccola azienda per acquisire fama e credibilità. Già nel 1909, l'anno seguente, la Delage poté costruire da sé i propulsori per le sue vetture e le carrozzerie, e nel 1911 si ingrandì a tal punto da poter essere considerata una vera e propria Casa automobilistica e non più una piccola azienda. Inoltre, poco dopo, aprì un nuovo stabilimento a Courbevoie.
In seguito la Delage ottenne altre vittorie in altre competizioni, ma nel 1914, con l'avvento della prima guerra mondiale, la normale attività fu interrotta per essere convertita alla produzione militare, destino comune a moltissime Case automobilistiche e non solo durante gli anni dei due conflitti mondiali.

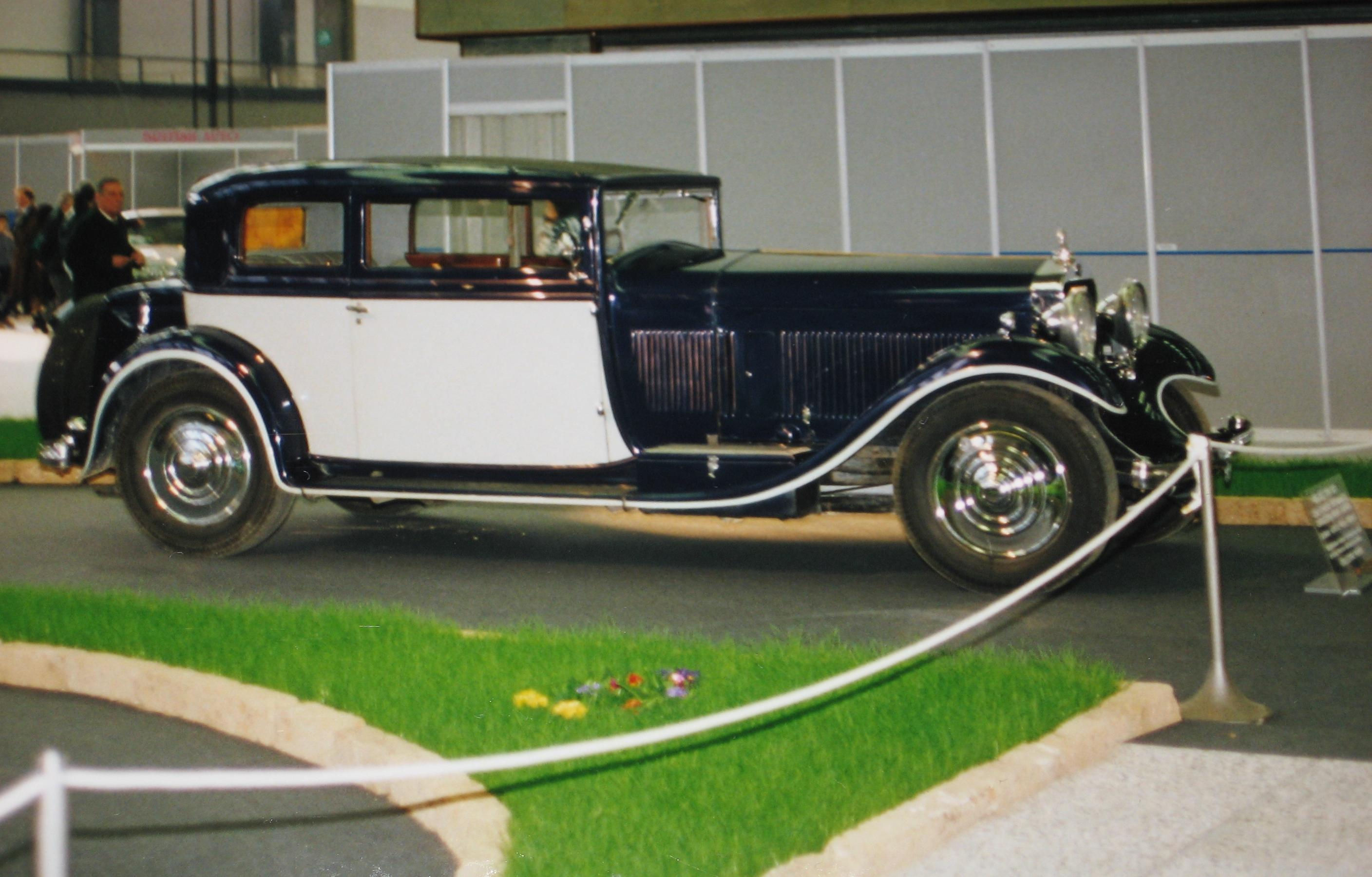
Una Delage D8 Limousine

Alla fine del conflitto, la Delage riprese con la produzione automobilistica, divenendo famosa per le sue vetture di lusso di alta qualità, le quali, unitamente alle vetture da competizione, accomunava la produzione Delage degli anni venti con quella della Bugatti, anch'essa specializzata sia in vetture di lusso che in vetture da competizione.
Di questo decennio furono le vetture più note, come per esempio la D8, un'elegante vettura prodotta in più varianti di carrozzeria.
La fama sportiva delle Delage si diffuse sempre più, grazie anche ad alcuni record di velocità, oltre che alle numerose vittorie in tutto il mondo.
Da sempre appassionato di gare, Louis Delâge perseguì il suo programma sportivo: grazie al duro lavoro dell'ingegner Lory ed agli imponenti mezzi tecnici cui l'impresa fece ricorso, venne progettato un motore ad 8 cilindri in linea da 1500 cm³. L'affidabile ed efficiente 15.S.8 con esso equipaggiata, condotta dai francesi Louis Wagner et Robert Sénéchal (il fondatore dell'omonima casa automobilistica) vinse nel 1926 il primo “Gran Premio” della Gran Bretagna.
Nel 1927 la Delage vinse il Campionato del Mondo dei Grand Prix (titolo riservato solo alle Case), grazie alle prestigiose vittorie di Robert Benoist, che trionfò nei Gran Premi di Italia, Francia, Spagna e Inghilterra (praticamente in tutte le gare del calendario tranne la 500 miglia di Indianapolis).

Successivamente, la Grande depressione tagliò le gambe alla gloriosa casa automobilistica, la quale non riuscì più a riprendersi e nel 1935 fu rilevata dalla Delahaye, altra famosa Casa francese tutta lusso e sport.

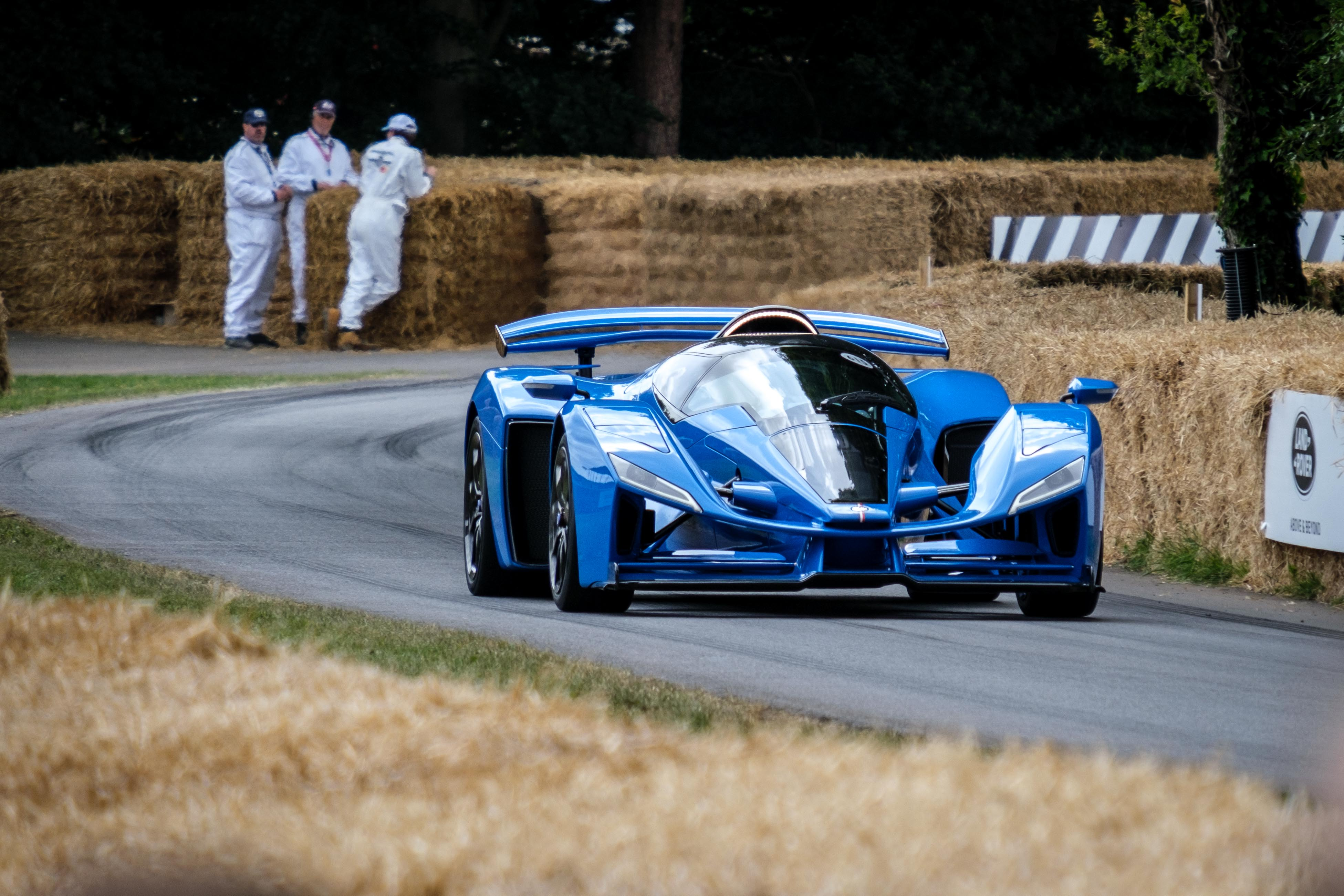
Delage D12

 Sotto l'ala protettrice di quest'ultima, la Delage poté proseguire nella sua produzione, ma a carissimo prezzo: lo stabilimento di Courbevoie fu chiuso e le sue attrezzature furono vendute. La Delahaye accettò comunque di produrre modelli Delage.
Al termine del conflitto, si riprese con la produzione automobilistica, ma fu la Delahaye a rimanere fortemente provata dal conflitto: non si riprese più ed entrambi i marchi, Delahaye e Delage, furono rilevati nel 1953 dalla Hotchkiss, la quale estinse fin quasi dall'inizio il marchio Delage.
Nell'ottobre 2019, l'associazione “Les Amis de Delage”, creata nel 1956 e proprietaria del marchio Delage, ha annunciato la rifondazione da parte dell'imprenditore francese Laurent Tapie della società Delage Automobiles con la creazione di una supercar francese denominata Delage D12 di cui è annunciata la produzione limitato a 30 copie. La sua produzione inizierà alla fine del 2023 e le prime consegne del D12 sono previste per la fine del 2024.

## Automobili

### Modelli

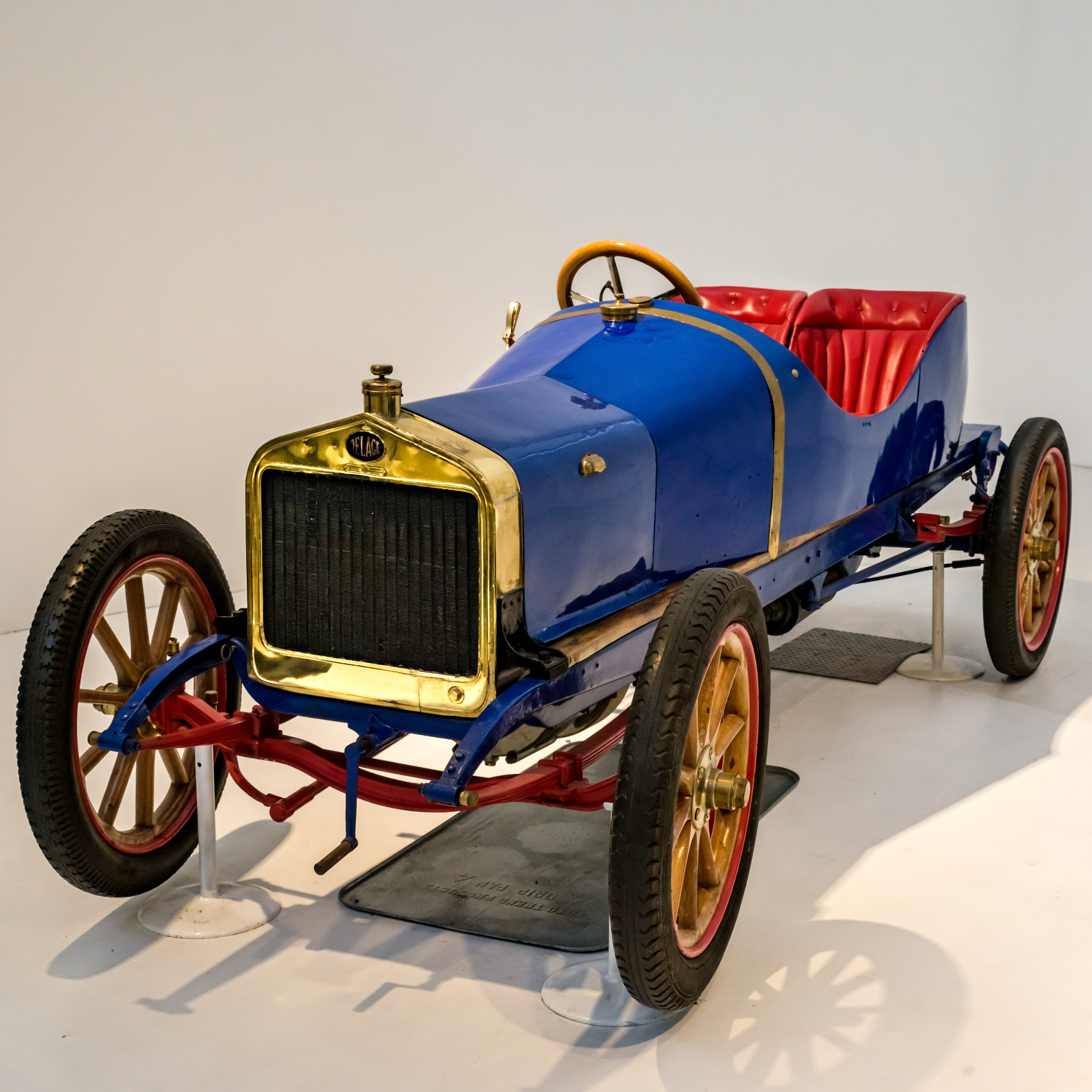
Delage Type F (1908)
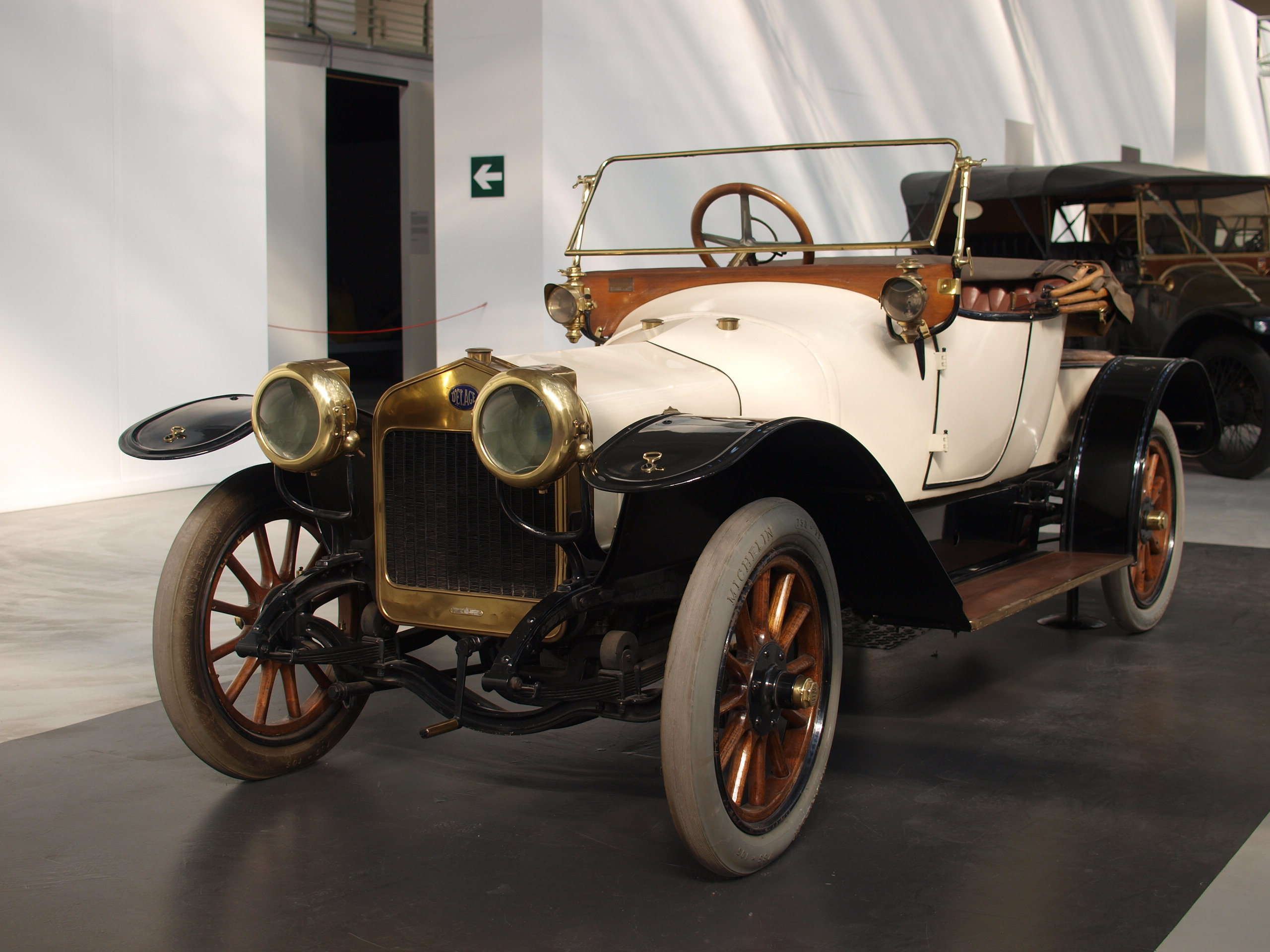
Delage Type AB (1913)
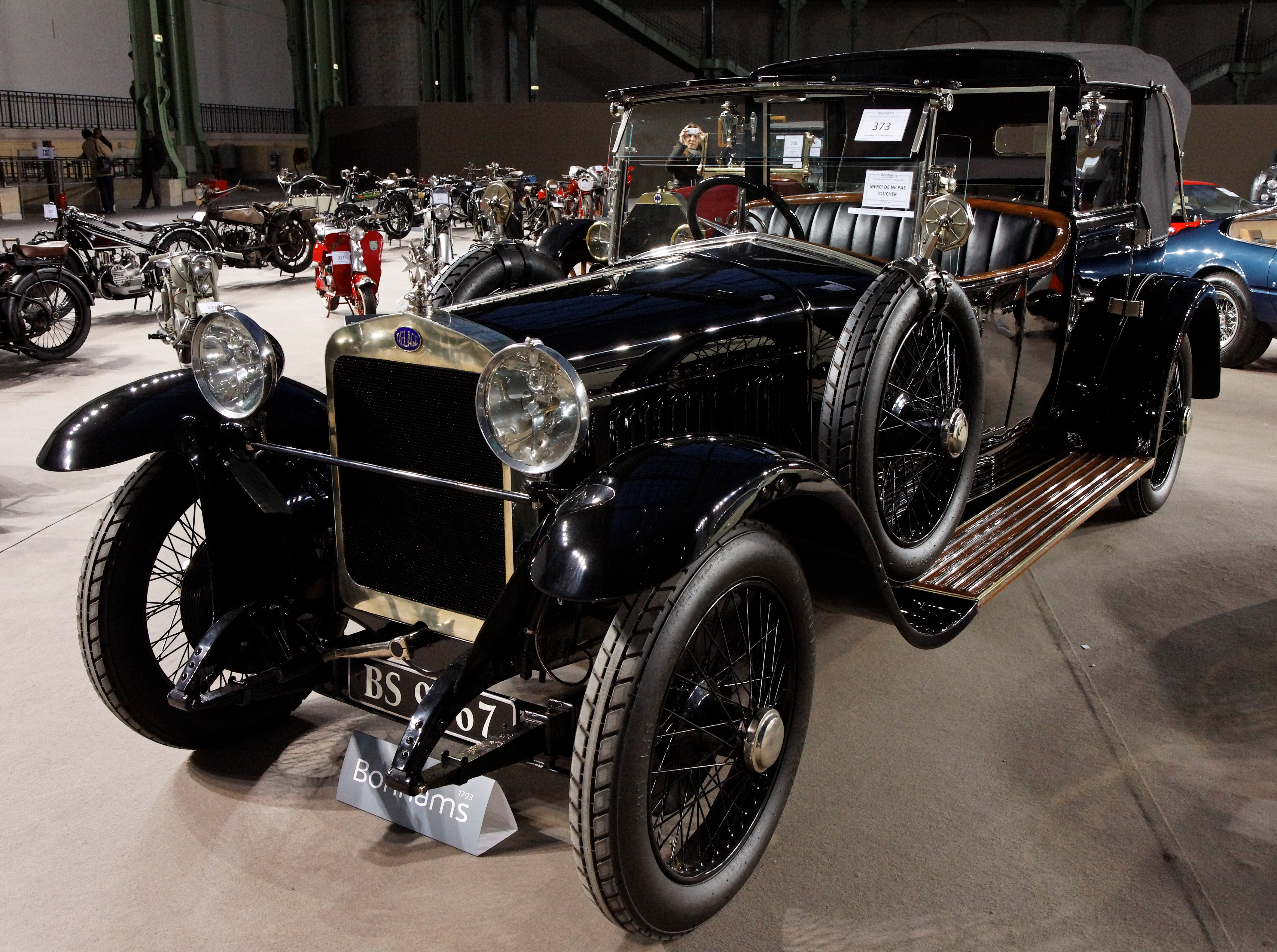
Delage Type CO (1920)
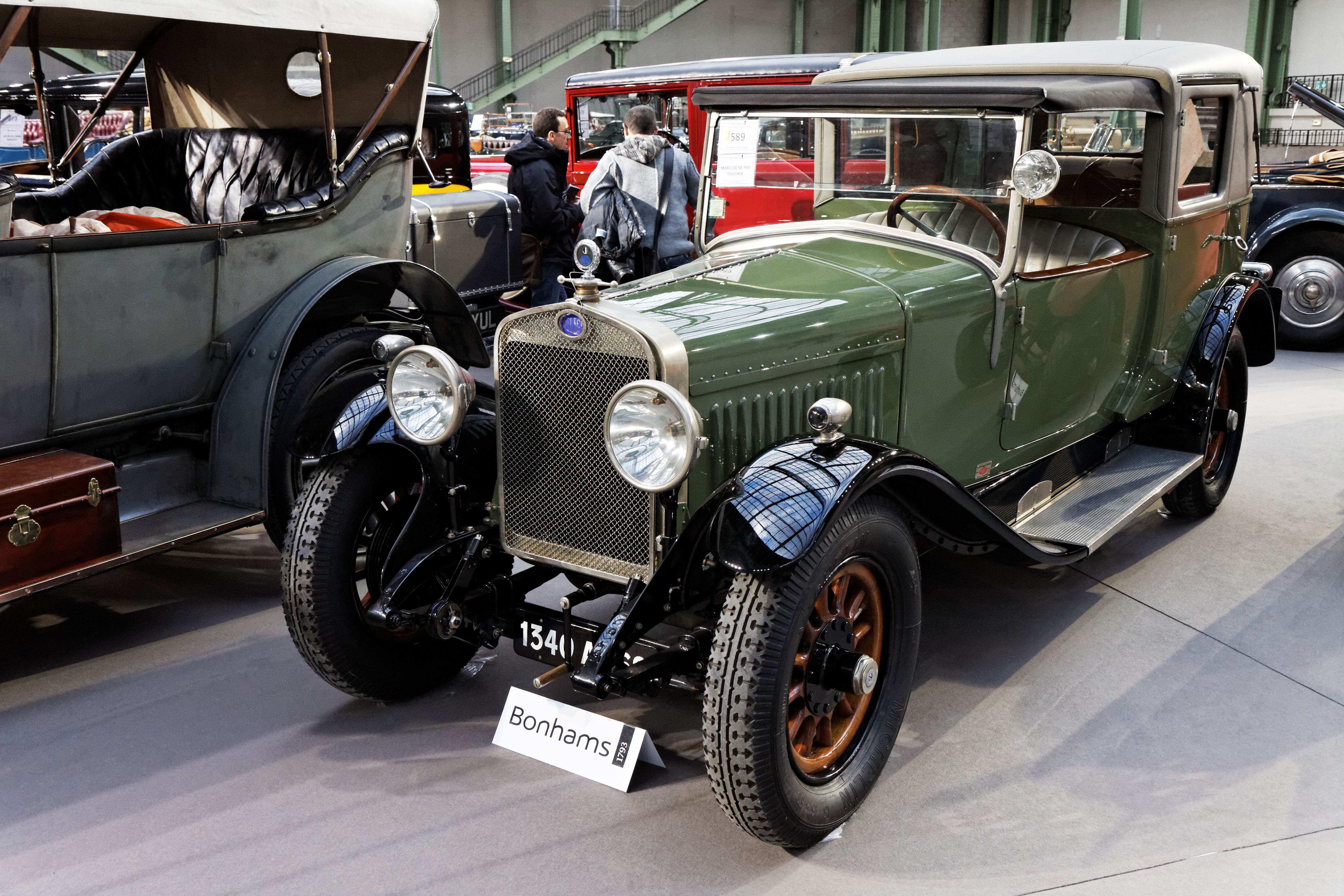
Delage Type DI (1927)
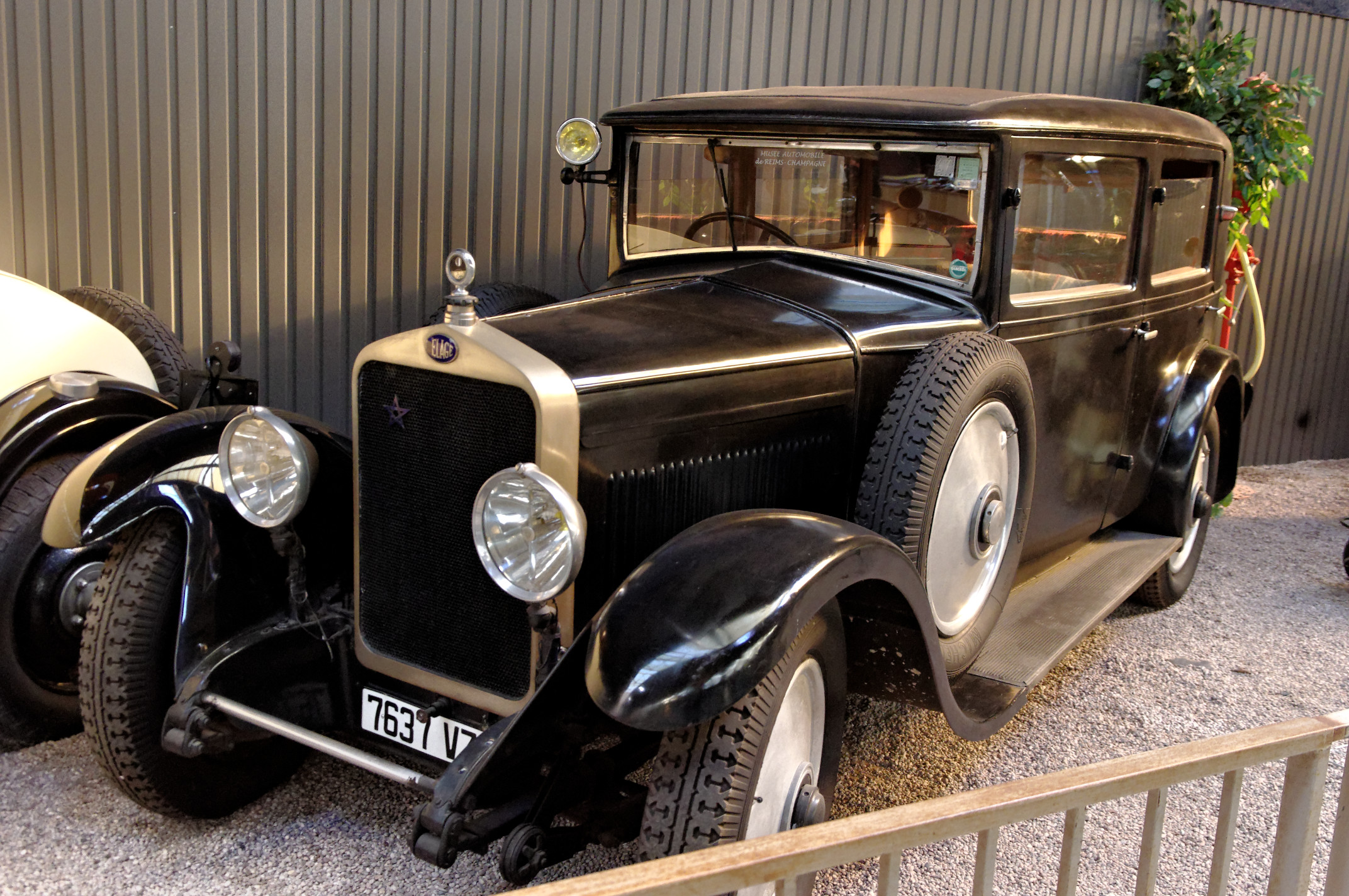
Delage DR 70 (1929)
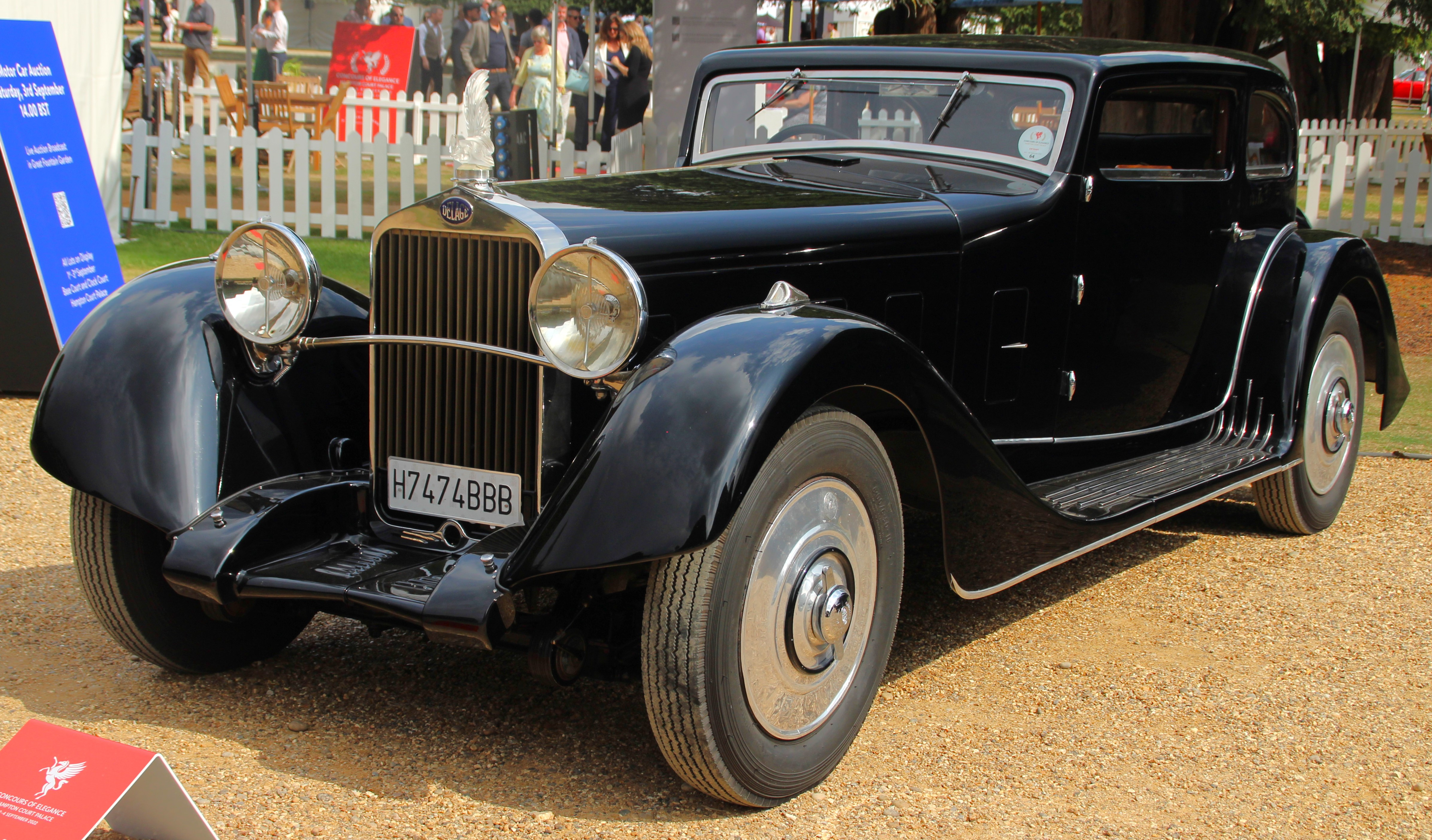
Delage D8 S (1933)
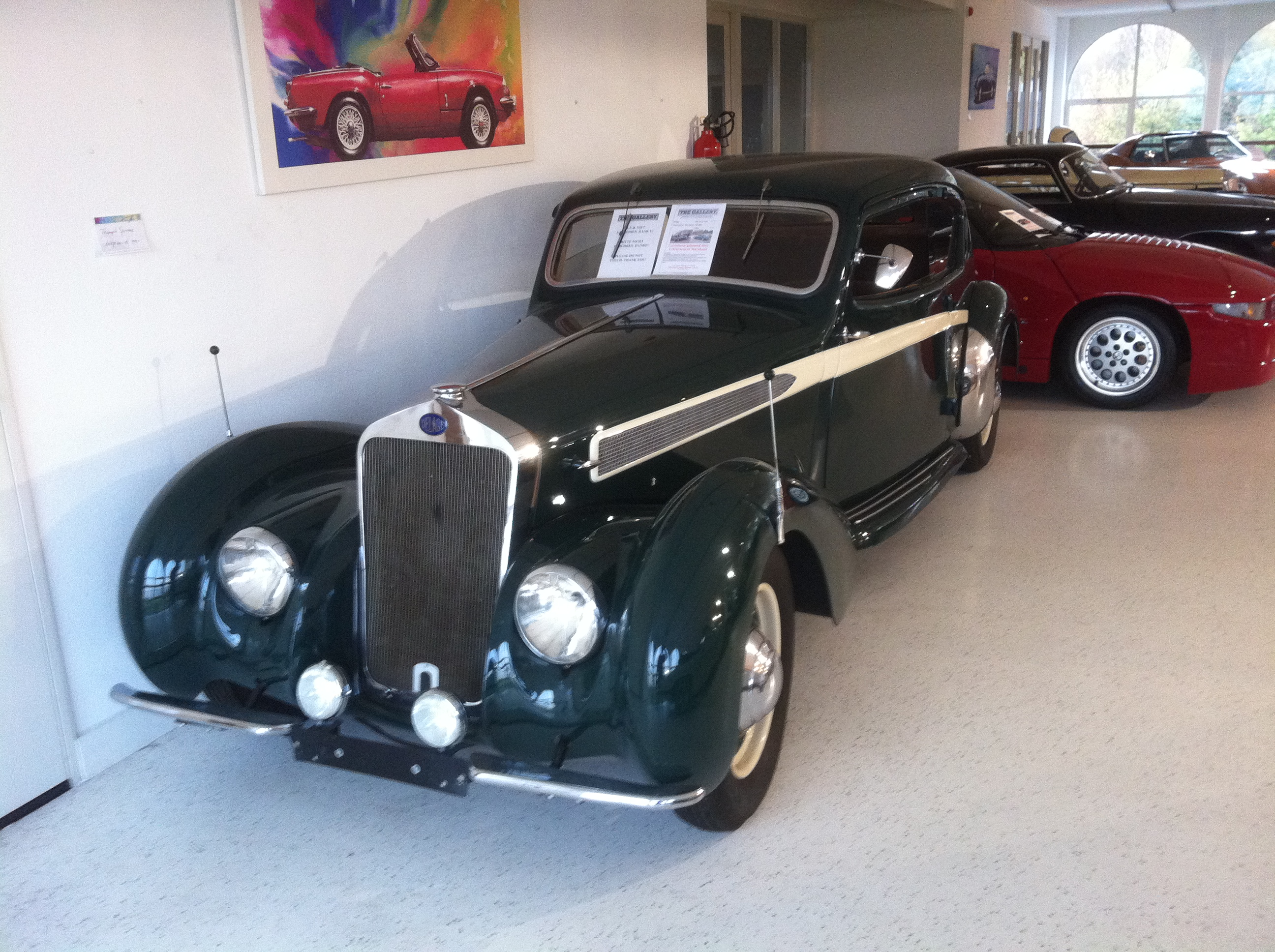
Delage D6 (1938)
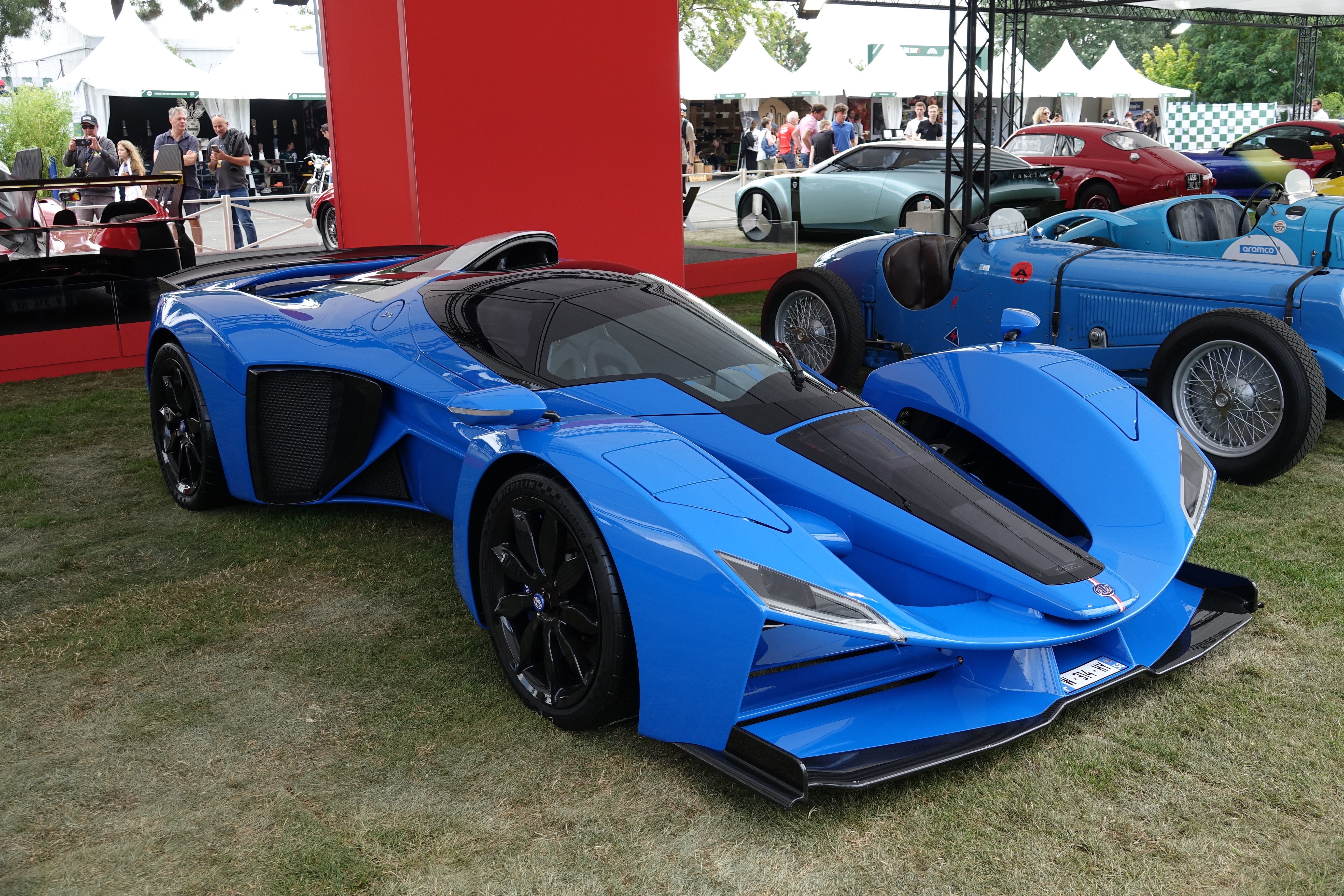
Delage D12 (2023)